# Teoria glotal
Segons la teoria glotal, l'indoeuropeu tenia oclusives ejectives (*pʼ *tʼ *kʼ) en comptes d'oclusives sonores (*b *d *ɡ). La teoria glotal la desenvoluparen independentment als Estats Units Paul Hopper i a la Unió Soviètica Thomas V. Gamkredlidze i Viatxeslav V. Ivanov, i havia estat suggerida pel lingüista danés Holger Pedersen en un treball de 1951. Mentre que els primers lingüistes, com André Martinet i Morris Swadesh havien vist les repercussions de substituir els sons glotals per les suposades oclusives simples del protoindoeuropeu, la proposta quedà com una especulació fins que Hopper a la revista Glossa i Gamkrelidze i Ivanov a la revista Phonetica en feren públics simultàniament dades substancials el 1973.

## Les sèries d'oclusives de l'indoeuropeu
La reconstrucció tradicional de l'indoeuropeu conté aquestes oclusives:
| CONSONANTS              | labials | dentals | velars palatalitzades | velars | velars labialitzades |
| ----------------------- | ------- | ------- | --------------------- | ------ | -------------------- |
| oclusives sordes        | p       | t       | kʲ                    | k      | kʷ                   |
| oclusives sonores       | (b)     | d       | gʲ                    | g      | gʷ                   |
| oclusives glotalitzades | bʱ      | dʱ      | gʲʱ                   | gʱ     | gʷʱ                  |

/b/ porta parèntesis perquè en el cas millor fou molt rara o potser ni existí.
Hi ha una sèrie de problemes amb aquesta reconstrucció. Des d'un punt de vista tipològic, si una oclusiva sonora desapareix d'un inventari de fonemes, normalment hauria de ser /g/ i no /b/; d'altra banda, si desapareix una sorda, la labial /p/ seria el candidat més probable. (És propera a la /p’/ universal amb ejecció). A més, hi ha unes quantes llengües que tenen consonants glotalitzades però no aspirades sordes. Finalment, el protoindoeuropeu no permetia que una arrel començàs i acabàs amb una oclusiva sonora, per exemple, no hi ha arrels com */deg/ o */ged/, això tipològicament és una altra vegada molt sorprenent.
El motiu pel qual aquest inventari al principi es va donar per bo fou accidental. En la proposta original de l'indoeuropeu, hi havia una quarta sèrie de glotals, les aspirades /pʰ, tʰ, kʲʰ, kʰ, kʷʰ/, que s'assumia que existiren per analogia amb el sànscrit, que aleshores es pensava que era la llengua indoeuropea més conservadora. Tanmateix, mès endavant hom es va adonar que aquestes sèries no eren necessàries i generalment eren el resultat d'una seqüència d'una oclusiva sorda no aspirada com /t/ i una de laríngia com /h/. Es prescindí de les sèries d'aspirades, però les consonants glotalitzades es conservaren.
| CONSONANTS                          | labials | dentals | velars | velars labialitzades |
| ----------------------------------- | ------- | ------- | ------ | -------------------- |
| oclusives sordes                    | p       | t       | k      | kʷ                   |
| oclusives ejectives o glotalitzades | (p’)    | t’      | k’     | kʷ’                  |
| oclusives sonores                   | b       | d       | g      | gʷ                   |

Un sistema així és prou comú en les llengües d'arreu del món. A més, el sistema revisat explica la sèrie de peculiaritats fonològiques del sistema reconstruït.
Hopper (1973) també proposà que l'aspiració que s'havia assumit en les consonants sonores bh, dh, gh es podria atribuir a un tret fonètic secundari conegut pels fonetistes com glotalització. Aquesta proposta feu possible establir un sistema en el qual només hi hagués una consonant sonora i alhora explicar les evolucions dels dialectes indoeuropeus posteriors (grec, llatí i sànscrit) que indicaven l'existència d'alguna mena d'aspiració en les sèries de sonores. En el seu article de 1973, Gamkrelidze i Ivanov postularen l'aspiració tant en les oclusives sordes com en les sonores.
A més d'intentar explicar l'absència de l'oclusiva bilabial sonora simple * b en la protollengua, la teoria glotal aclarí una observació plantejada durant molt de temps i sense explicació pels indoeuropeistes sobre la distribució de les consonants en les arrels de les paraules. Hom havia notat durant molt de temps que certes combinacions de consonants no es trobaven representades en les paraules indoeuropees. En termes del sistema tradicional, eren les següents:
1. Cap arrel no tenia una seqüència de dues oclusives sonores simples, és a dir, esquemàticament, no hi havia arrels del tipus * deg.
2. Cap arrel no tenia alhora una oclusiva sorda i una aspirada sonora, és a dir, no estaven documentades les arrels del tipus * dhek o * tegh.
3. D'altra banda, les oclusives sonores simples eren compatibles amb qualsevol de les altres dues sèries: eren possibles tant * degh com dek.
Aquestes limitacions en l'estructura fonològica de l'arrel no es poden explicar en termes d'una teoria de l'assimilació o dissimilació, atès que presenten una diferència radical de paradigma entre els dos conjunts de consonants –les oclusives sonores- que haurien de comportar-se de la mateixa manera. La teoria glotal forneix una explicació completament coherent.
1. En molt poques llengües que tenen consonants glotals hi ha cap restricció a l'aparició d'aquestes dues consonants a la mateixa arrel. Aquesta restricció s'ha trobat en moltes de llengües d'Àfrica, Amèrica i el Caucas.
2. Si les "oclusives sonores simples" no fossin sonores, aleshores les "oclusives aspirades sonores" serien les úniques oclusives sonores. La segona restricció d'acord amb això es pot formular com: Dues oclusives no glotals han de concordar en sonoritat.
3. Atès que les oclusives glotals es trobaven excloses de l'oposició de sonoritat, estaven exemptes de la restricció de concordar en sonoritat de (2).

Gamkrelidze i Ivanov (1973) postularen que les dues sèries no ejectives (les tradicionals * p * t * k and * bh * dh * gh) eren fonamentalment aspirades (és a dir, * ph * th * kh i * bh * dh * gh), però tenien al·lòfons no aspirats (és a dir, * p * t * k and * b * d * g). Les formes no aspirades apareixien en arrels on hi havia dues consonants no ejectives per una norma que prohibia més d'una aspirada en la mateixa arrel. Per tal d'expressar la variabilitat de l'aspiració, Gamkrelidze i Ivanov ho transcrigueren amb una h en superíndex, per exemple dʰ. Així un indoeuropeu DʰeDʰ (o Dʰ representa qualsevol oclusiva no ejectiva) s'hauria de realitzar com DeDʰ (documentada en indi i grec) o com DʰeD (documentat en itàlic). Per contra, la teoria tradicional hauria representat una forma documentada tant amb DeDh com amb DheD amb un hipotètica forma indoeuropea DheDh. L'avantatge de la interpretació de Gamkrelidze i Ivanov és que elimina un tret gens corrent o fins i tot únic del sistema d'oclusives indoeuropeu, atès que segons Roman Jakobson totes les llengües que tenen aspirades sonores també tenen aspirades sordes. Identificant les no aspirades sordes del sistema d'oclusives tradicional (* p, * t, * k) com a aspirades sordes (*pʰ *tʰ *kʰ), Gamkrelidze i Ivanov restauraren les sèries desaparegudes.
Una objecció a aquesta reconstrucció és que les consonants sonores sovint són sordes en les llengües filles; les aspirades en grec i les fricatives sordes en llatí, per exemple. Mentre que és corrent que les aspirades esdevinguin sordes no aspirades i després sonores, com pʰ → p → b (lenició), el cas contrari és rar. Per això les versions posteriors d'aquesta hipòtesi no tenen absolutament cap consonant sonora, o bé tracten la sonoritat com a no distintiva. D'aquesta manera, un possible inventari seria aquest:
| CONSONANTS                          | labials | dentals | velars | uvulars | velars labialitzades |
| ----------------------------------- | ------- | ------- | ------ | ------- | -------------------- |
| oclusives sordes                    | p       | t       | k      | q       | kʷ                   |
| oclusives ejectives o glotalitzades | (p’)    | t’      | k’     | q’      | kʷ’                  |
| oclusives aspirades                 | pʰ      | tʰ      | kʰ     | qʰ      | kʷʰ                  |

(Ací la dicotomia tradicional entre palatalitzades i velars simples es tracta com un contrast velar-uvular, com ho postula Hopper 1981. No ho exigeix la teoria glotal, i podria ser al·lofònic en un estadi primerenc de la protollengua).

## Decem i taihun
El 1981 Hopper proposà de dividir totes les llengües indoeuropees en els grups decem i taihun, d'acord amb la pronúncia del numeral 10, per analogia amb la isoglossa centum-satem, que es basa en la pronúncia del numeral 100. Les subfamílies armènia, germànica, anatòlia i tocària pertanyen al grup taihun perquè el numeral 10 hi comença amb la sorda t. Totes les altres llengües indoeuropees pertanyen al grup decem perquè el numeral hi comença amb la sonora d.

## Objeccions
L'objecció principal a la teoria glotal és la dificultat per a explicar com els sistemes fonètics dels dialectes documentats derivaren d'una llengua mare de la manera explicada. Si la llengua mare tenia un sistema tipològicament gens corrent, com el tradicional p-b-bh, aleshores hom hauria d'haver esperat una transformació en uns sistemes més corrents, possiblement amb diferents solucions en les diferents llengües filles, que és el que hom hi troba. Per exemple, l'indoiranià afegí una sèrie d'aspirades sordes, guanyant un element de simetria; el grec i l'itàlic ensordiren la sèrie murmurada en una d'aspirada més corrent; el baltoeslau desaspirà la sèrie murmurada en una de sonora; i en el germànic i l'armeni es produí un canvi en cadena de les tres sèries. En cada cas, el sistema documentat representa un canvi que s'hauria pogut esperar a partir de la llengua mare proposada.
Ara, si el sistema fos tipològicament corrent, como ho proposa la teoria glotal, aleshores caldria esperar que fos estable i, per tant, que romangués en almenys alguna de les llengües filles, cosa que no és el cas: cap llengua filla conserva sons ejectius on la teoria glotal els postula. Tanmateix, si el protoindoeuropeu no tenia vertaderes ejectives sinó més aviat alguna mena més inestable de consonant glotal, la seva pèrdua seria més comprensible. Però, fins i tot els sistemes "estables" muden, i que una objecció basada en el fet que "hauria" d'haver passat no pot realment ensorrar una reconstrucció seriosa i d'altra banda ben argumentada. En totes les reconstruccions de sistemes fonològics hom du a terme una comparació de les dades de les llengües filles i n'extreu una protoforma comuna, sense declarar per endavant que un canvi o un altre no és acceptable.
Els contraris a la teoria glotal han objectat que no es basa en cap dada directa. Encara que les consonants murmurades siguin poc corrents, si més no n'hi ha testimonis directes en les llengües indoàries (i és per això, és clar, que es varen adduir en primer lloc). L'afirmació de Roman Jakobson que no es coneix cap llengua que tingui consonants murmurades que no tingui aspirades sordes és discutida per alguns lingüistes contraris a la teoria glotal; per exemple, Robert Blust ha mostrat que un sistema d'oclusives sordes, sonores i murmurades, com l'adduït en la reconstrucció tradicional del protoindoeuropeu, existeix al kelabit, una llengua de les terres altes de Sarawak, a Borneo. Però a diferència del sistema revisat d'oclusives de l'indoeuropeu, el tradicional és, en el millor dels casos, una raresa tipològica. Pel que fa a la manca de "dades directes" adduïda, la reconstrucció de protollengües sovint es basa en dades indirectes. Àdhuc en la reconstrucció tradicional del protoindoeuropeu, per exemple, no hi ha cap dada directa d'una oclusiva labiovelar aspirada sonora gʷʱ.
Algunes persones han suposat que la teoria glotal representa un estadi primerenc en la història del protoindoeuropeu, que evolucionà fins al sistema tradicional del darrer protoindoeuropeu. Això explicaria tant les restriccions en l'arrel en protoindoeuropeu com la pèrdua total de les consonants glotals en les llengües filles, però ens deixaria una protollengua amb un sistema fonològic idèntic al que s'ha criticat, i també suposa un període llarg d'evolució interna durant el qual, altrament, el protoindoeuropeu hauria estat uniforme abans de dividir-se en les llengües filles.
Encara que la teoria glotal al principi fos polèmica, alguna variant seva s'ha arribat a acceptar majoritàriament avui en dia. El motiu és que resol enginyosament una sèrie de problemes que no tenia previst de resoldre, aportant-hi, de fet, un cert suport empíric. Per exemple, en llatí (llei de Lachmann's) i també en baltoeslau (llei de Winter), les vocals s'allarguen abans d'una consonant "sonora". Això sempre havia estat una cosa misteriosa. És el mateix capteniment que presenten les vocals davant les laríngies, les quals s'accepta que contenen una oclusió glotal. Podria ser que les consonants glotals fossin preglotalitzades, o que fossin ejectives que esdevingueren preglotalitzades en itàlic i baltoeslau abans de perdre la glotalització i d'esdevenir sonores. És molt corrent en llengües de tot el món amb oclusives glotals que allarguin les vocals precedents. En quileute, per exemple,, VC’V, Vʔ?C’V, i Vː?C’V (com a ak’a ~ a’k’a ~ āak’a) són al·lòfons en variació lliure.